# Mascaron

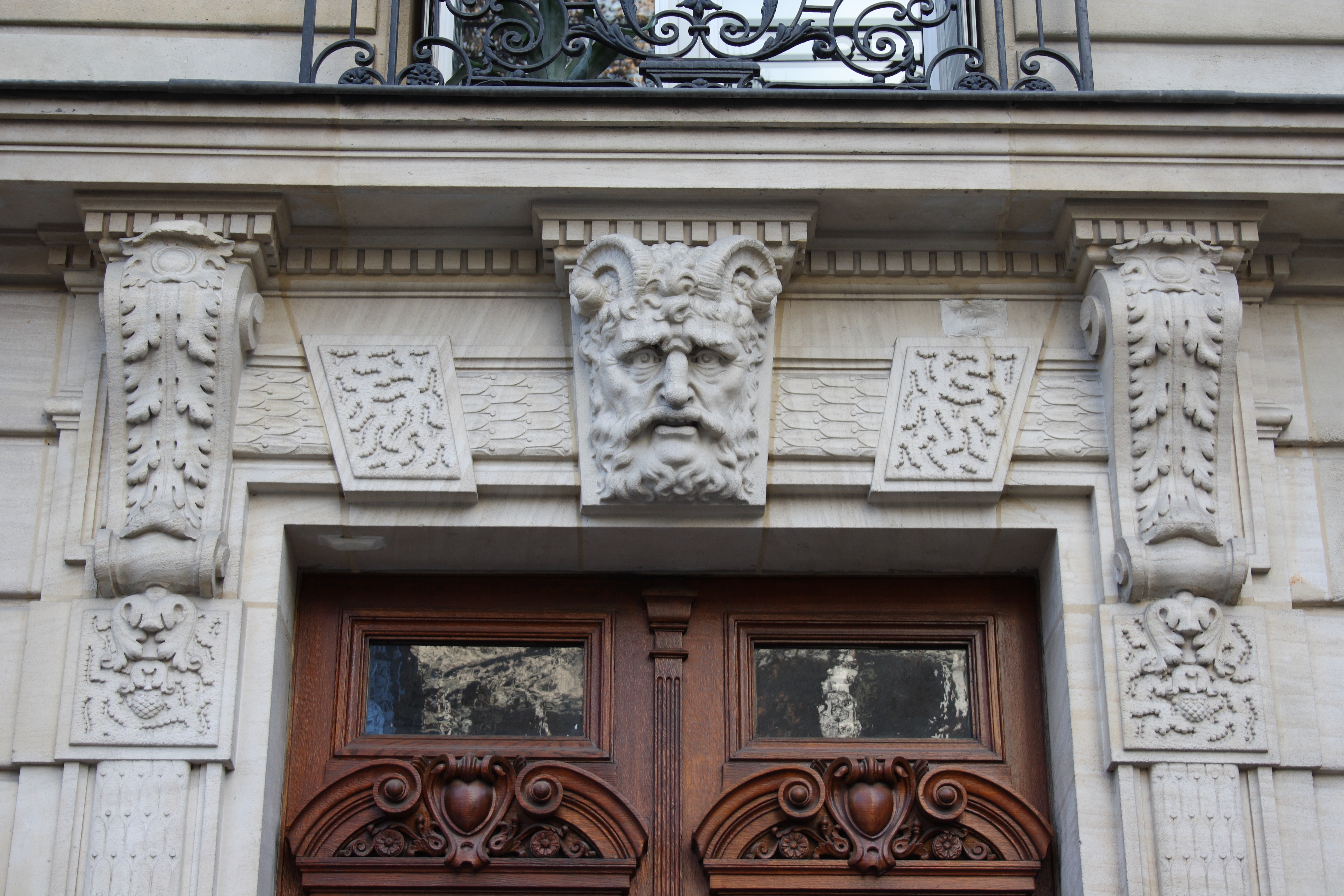
Mascaron deasupra unei uși din Paris

În arhitectură, un mascaron (plural mascaroane, cunoscut și ca mascheron) e un ornament în formă de față, de obicei umană, uneori înfricoșătoare sau himerică, care avea la început funcția de a înfricoșa spiritele rele, astfel neputând să intre în clădirea cu mascaronul respectiv. Conceptul a fost ulterior adaptat pentru a deveni un element pur decorativ. Cele mai recente stiluri arhitecturale care au folosit adesea mascaroane au fost Beaux Arts și Art Nouveau. Pe lângă arhitectură, mascaroanele mai sunt folosite și în celelalte arte aplicate.

## Galerie

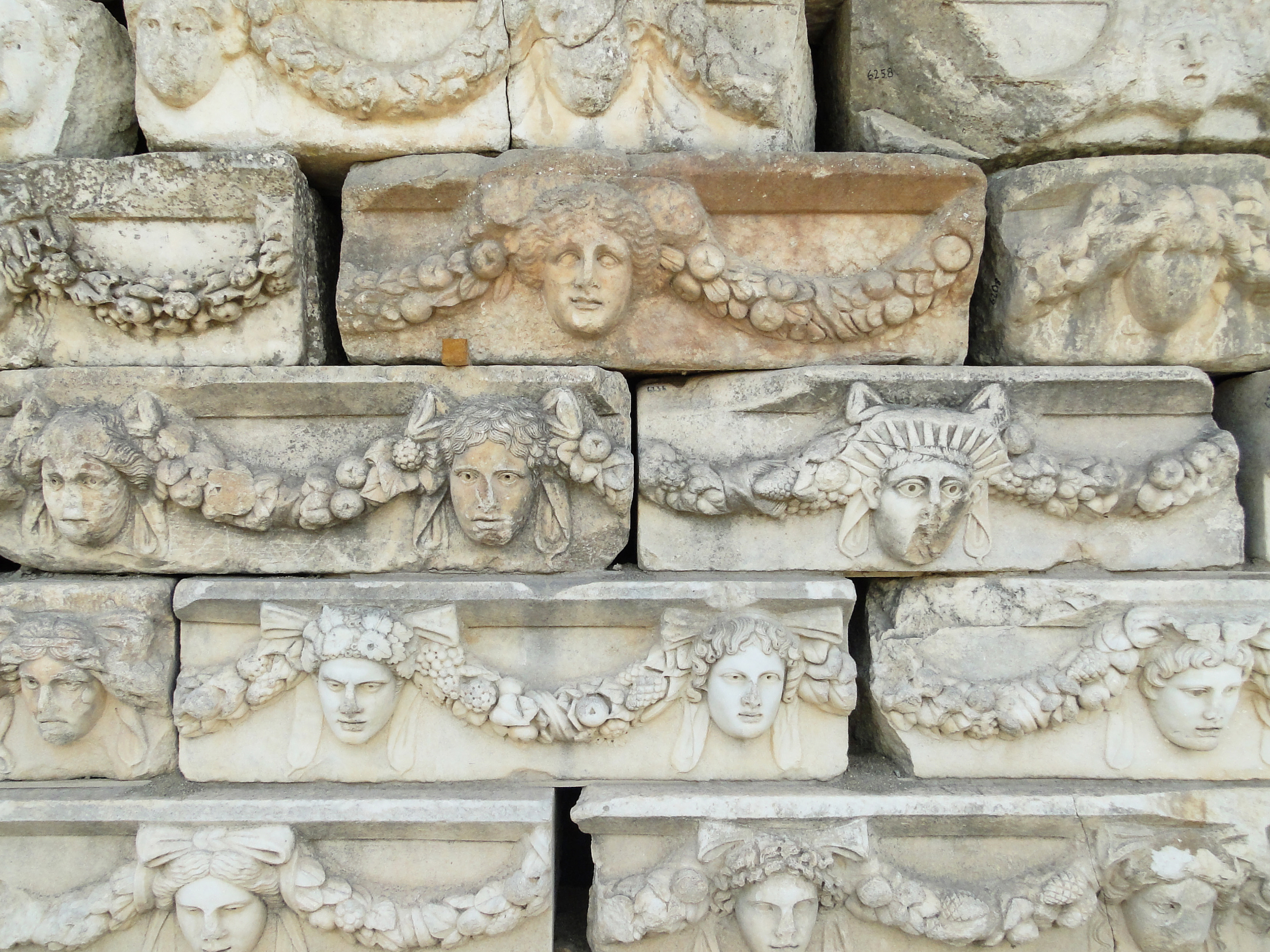
Detalii ale fizei antice a Porticului lui Tiberius (Afrodisias, Turcia)
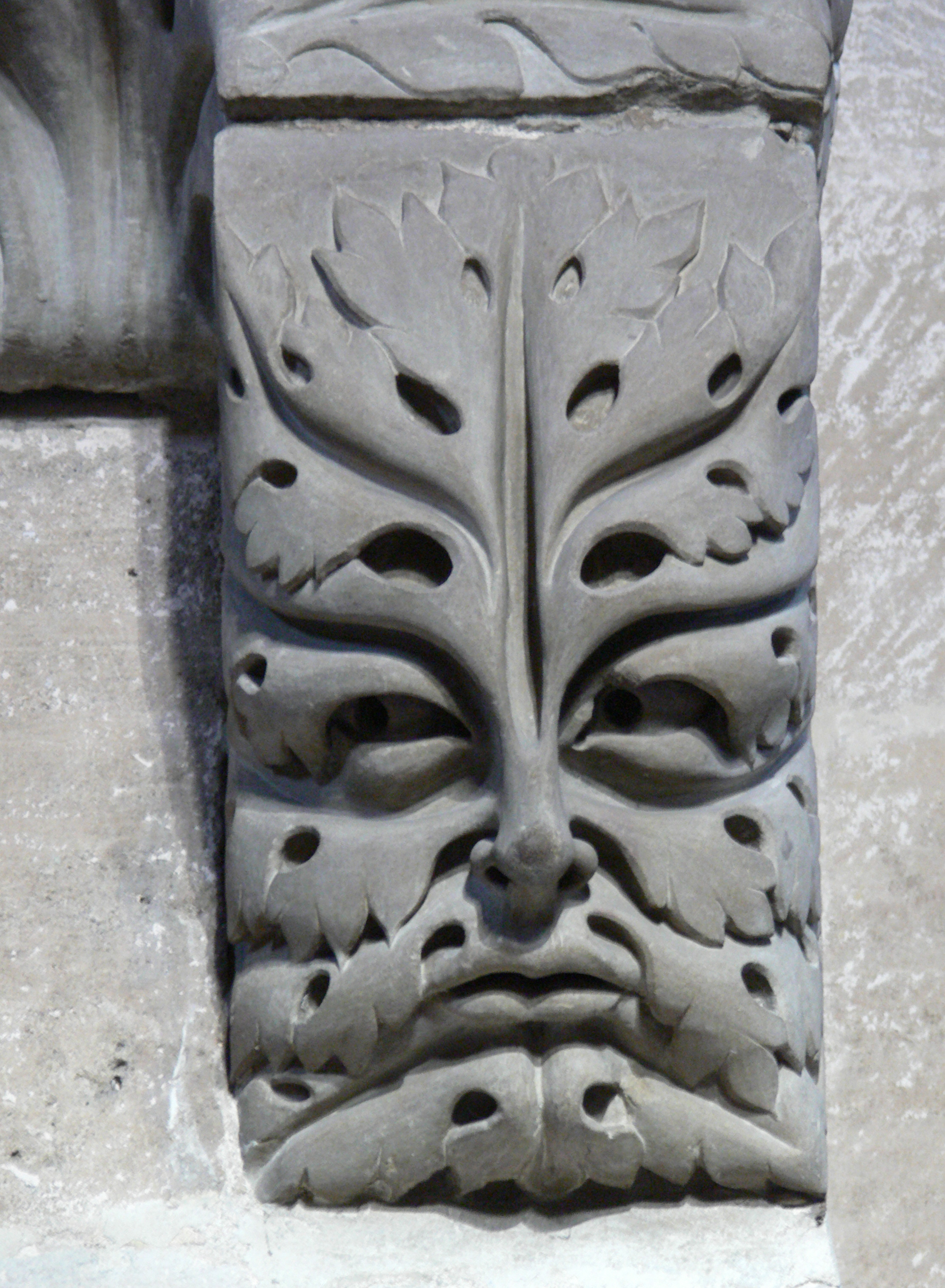
O consolă cu Omul Verde, care îl susține pe Călărețul Bamberg din Domul din Bamberg (Bamberg, Germania)
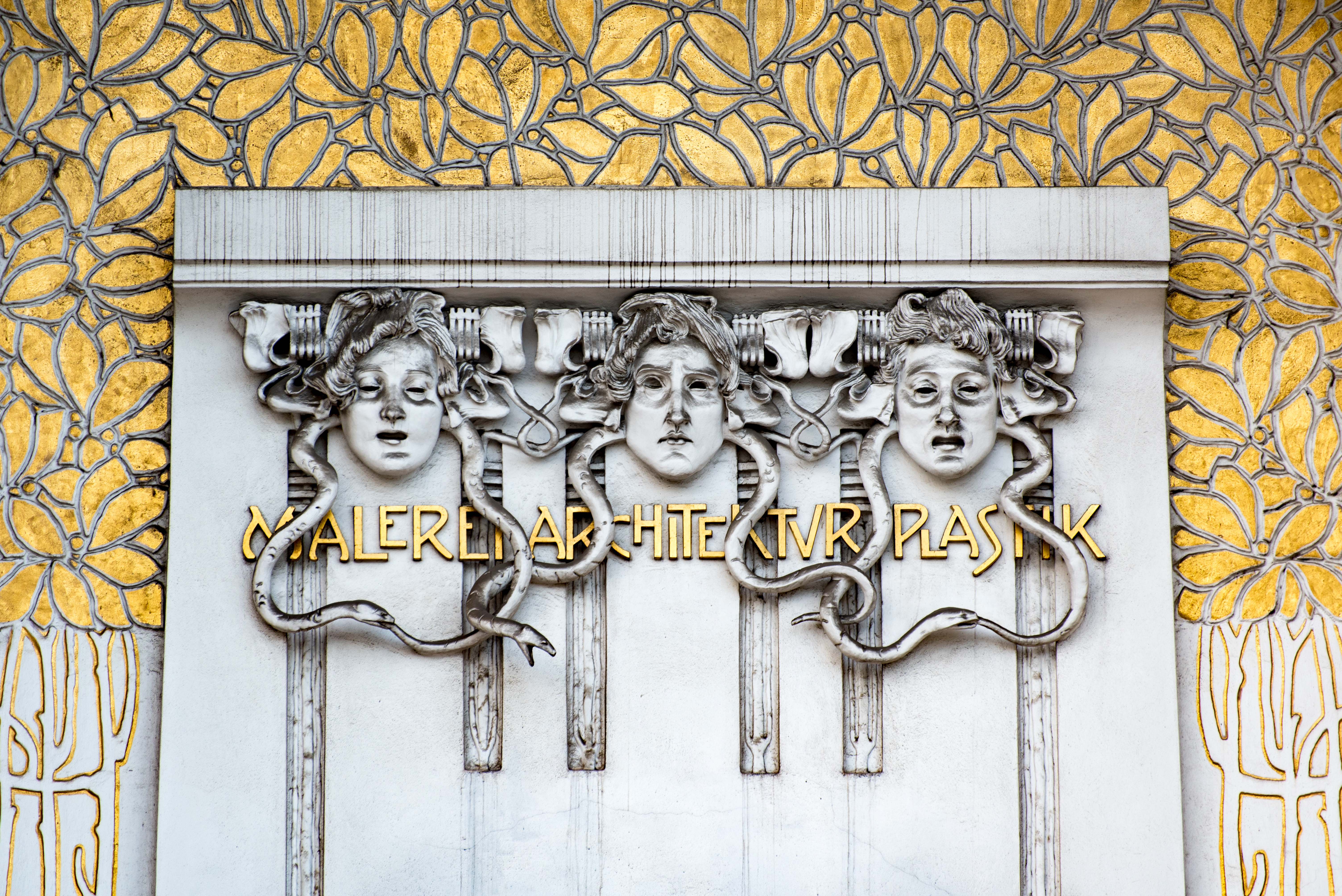
Cele Trei gorgone de pe Clădirea Secesiunii din Viena (Austria)
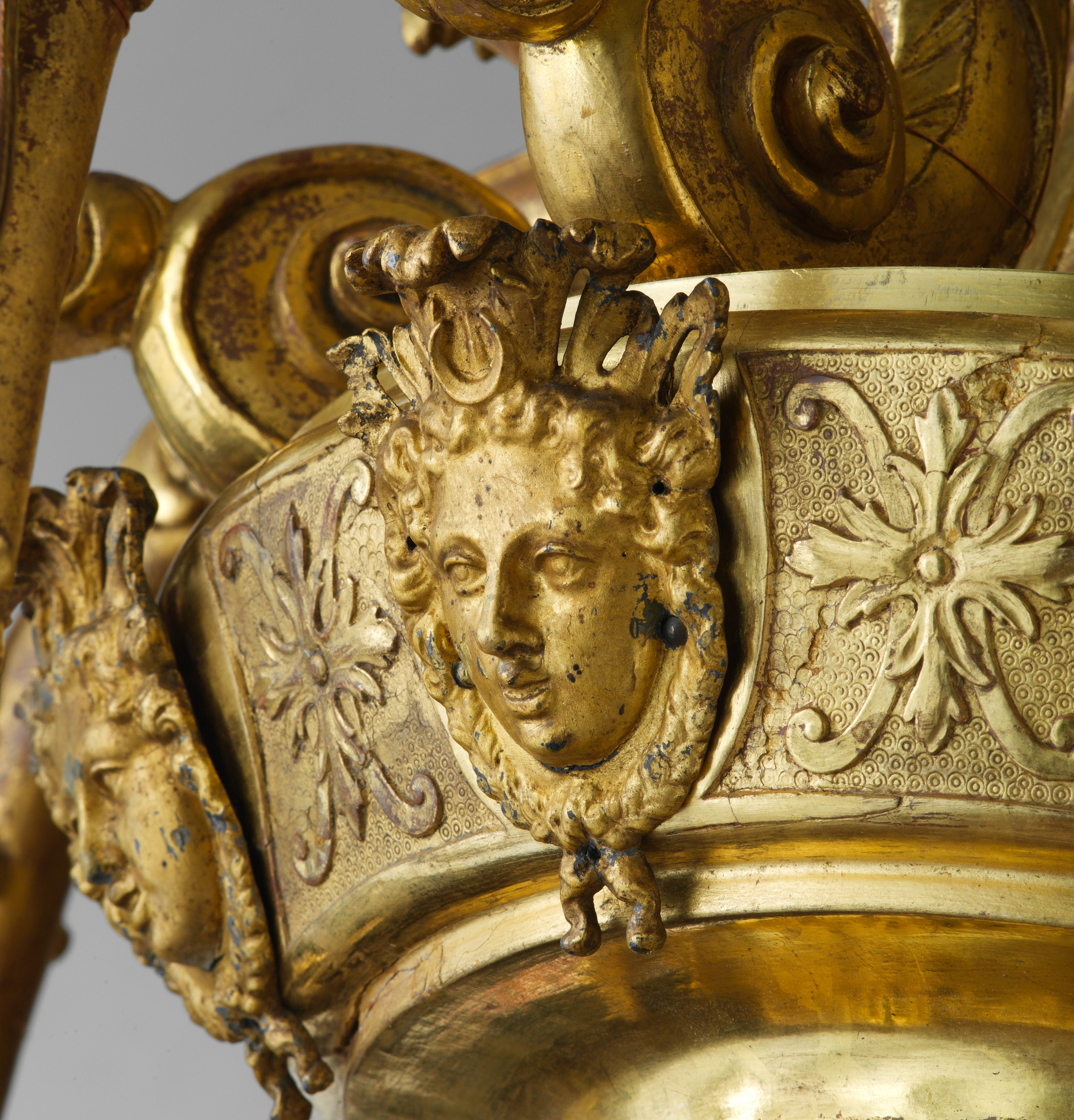
Mascaroane pe un candelabru, circa 1710-1715, în Muzeul Metropolitan de Artă (New York City)
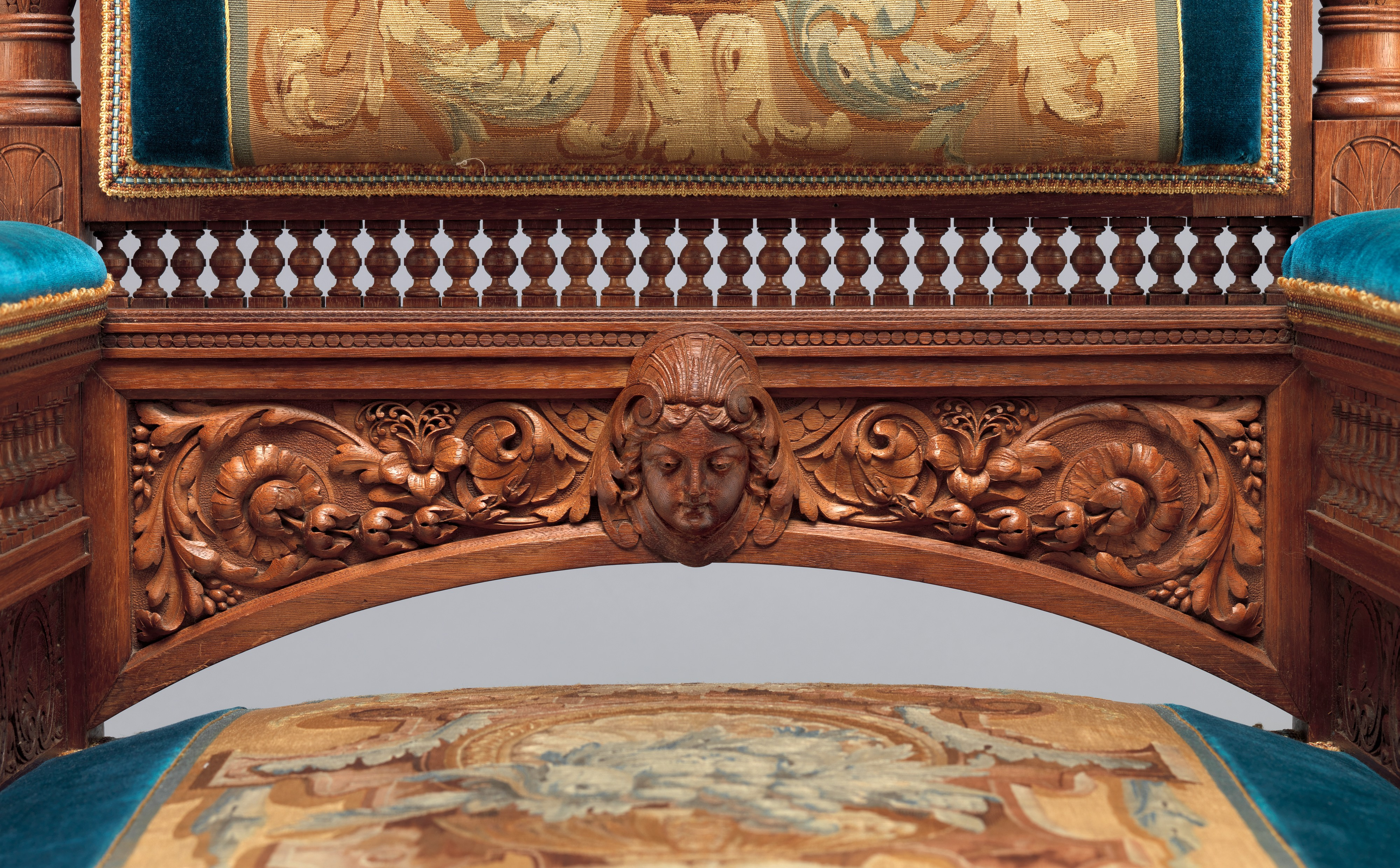
Mascaron pe un scaun, circa 1875-1876, în Muzeul Metropolitan de Artă
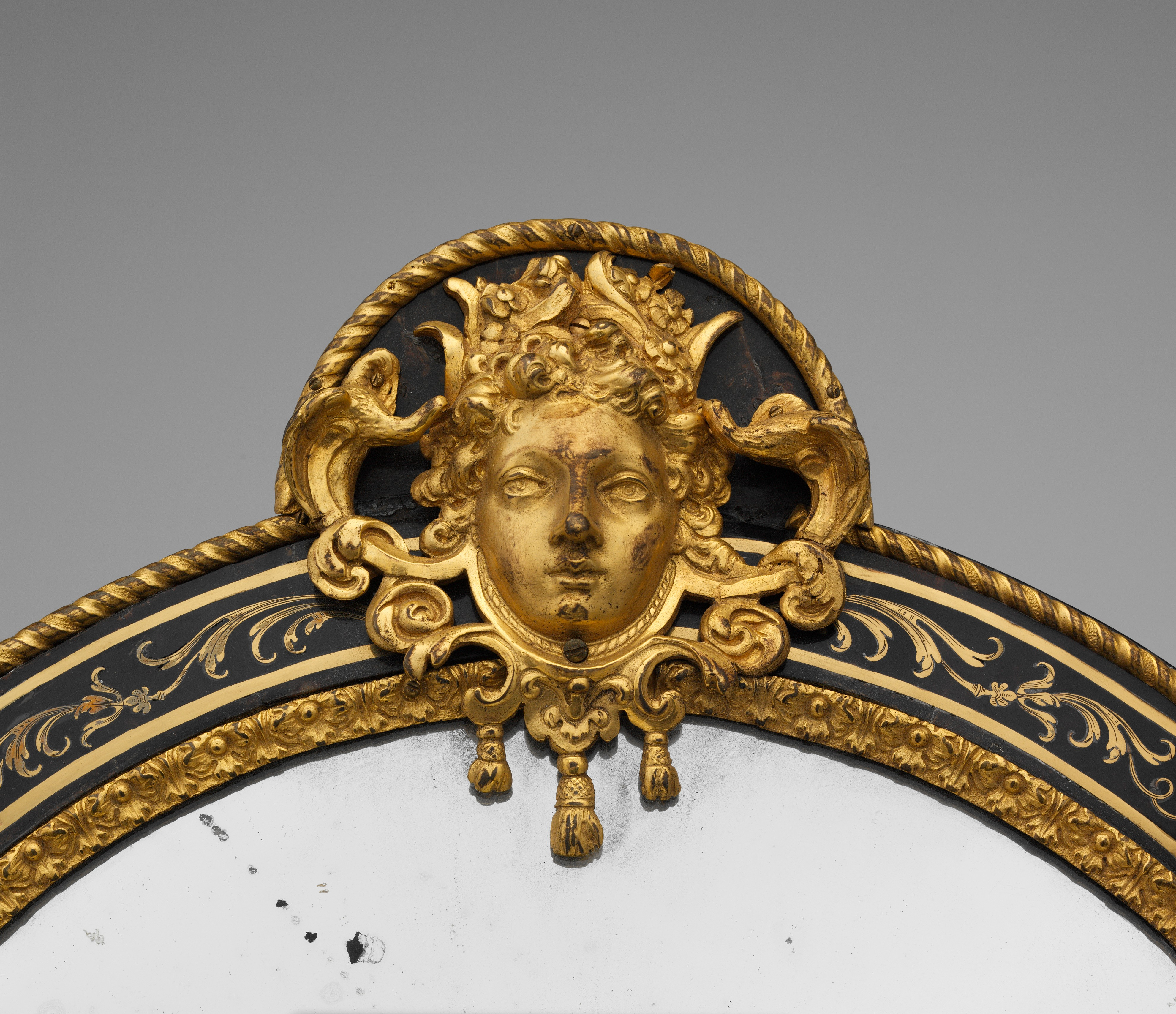
Mascaron pe rama unei oglinzi, circa 1700, în Muzeul Metropolitan de Artă
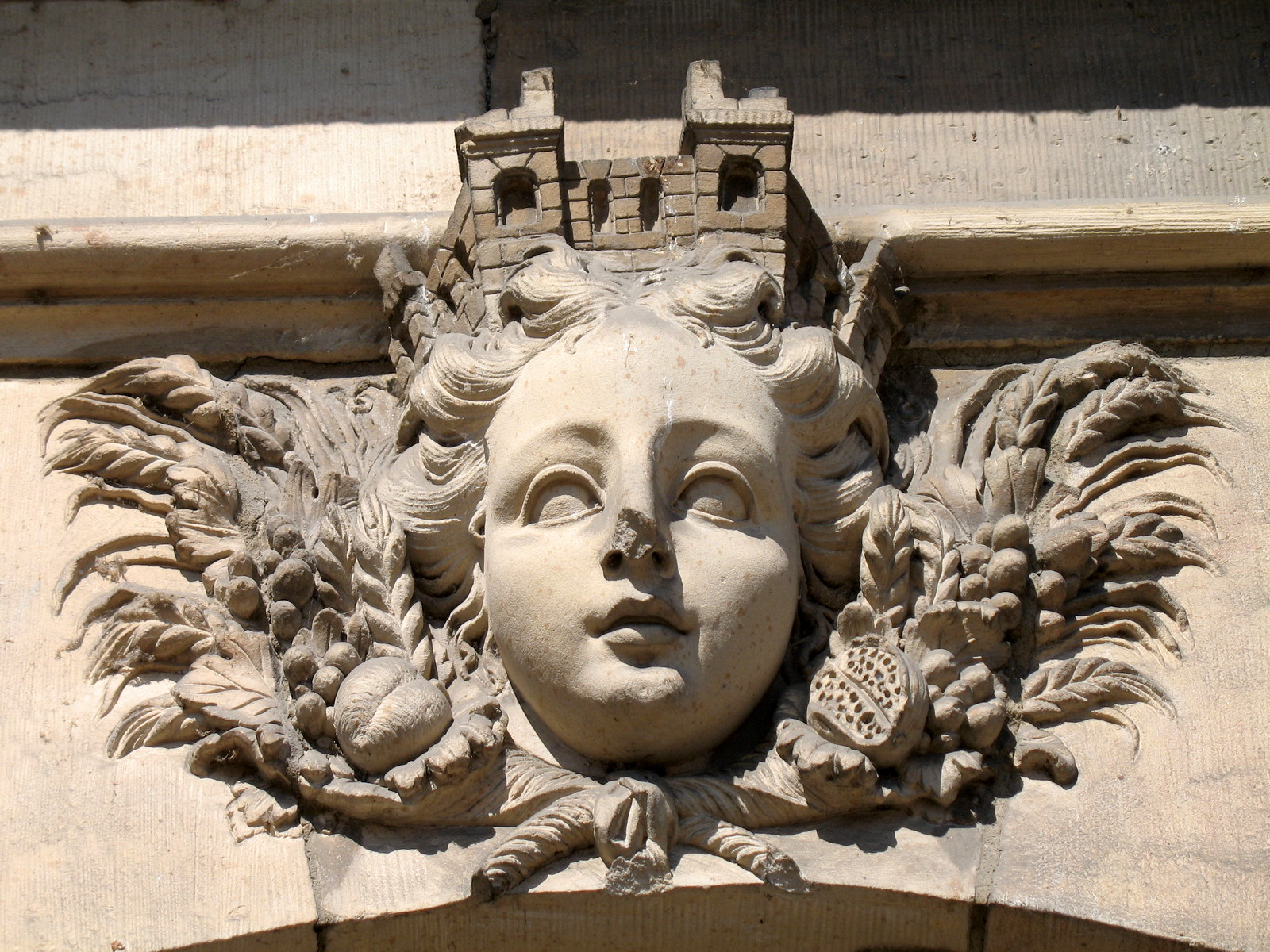
Mascaron sculptat de pe Palais Rohan (Strasbourg, Franța)
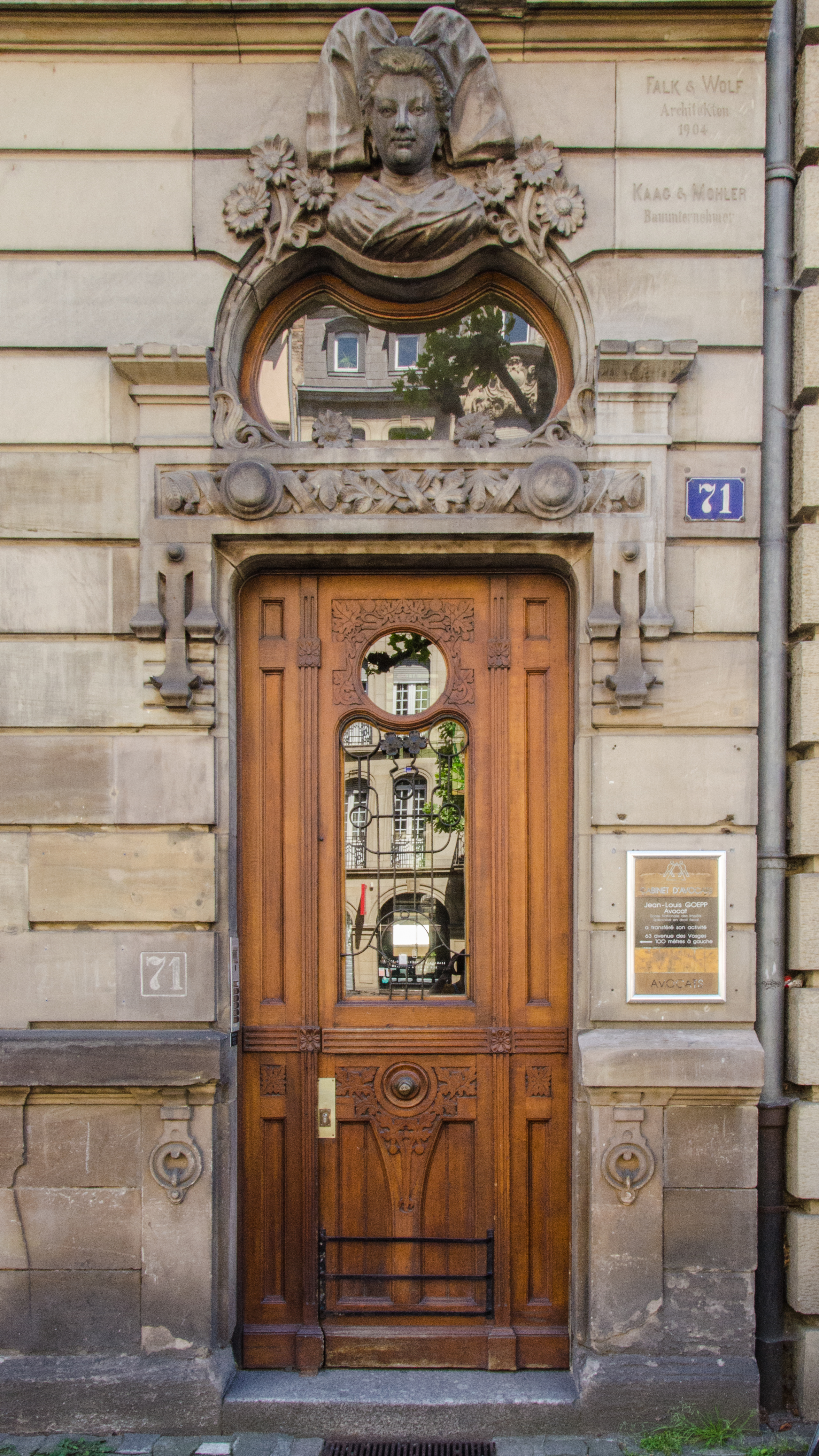
Mascaron pe un oculus, deasupra unei uși Art Nouveau din Strasbourg
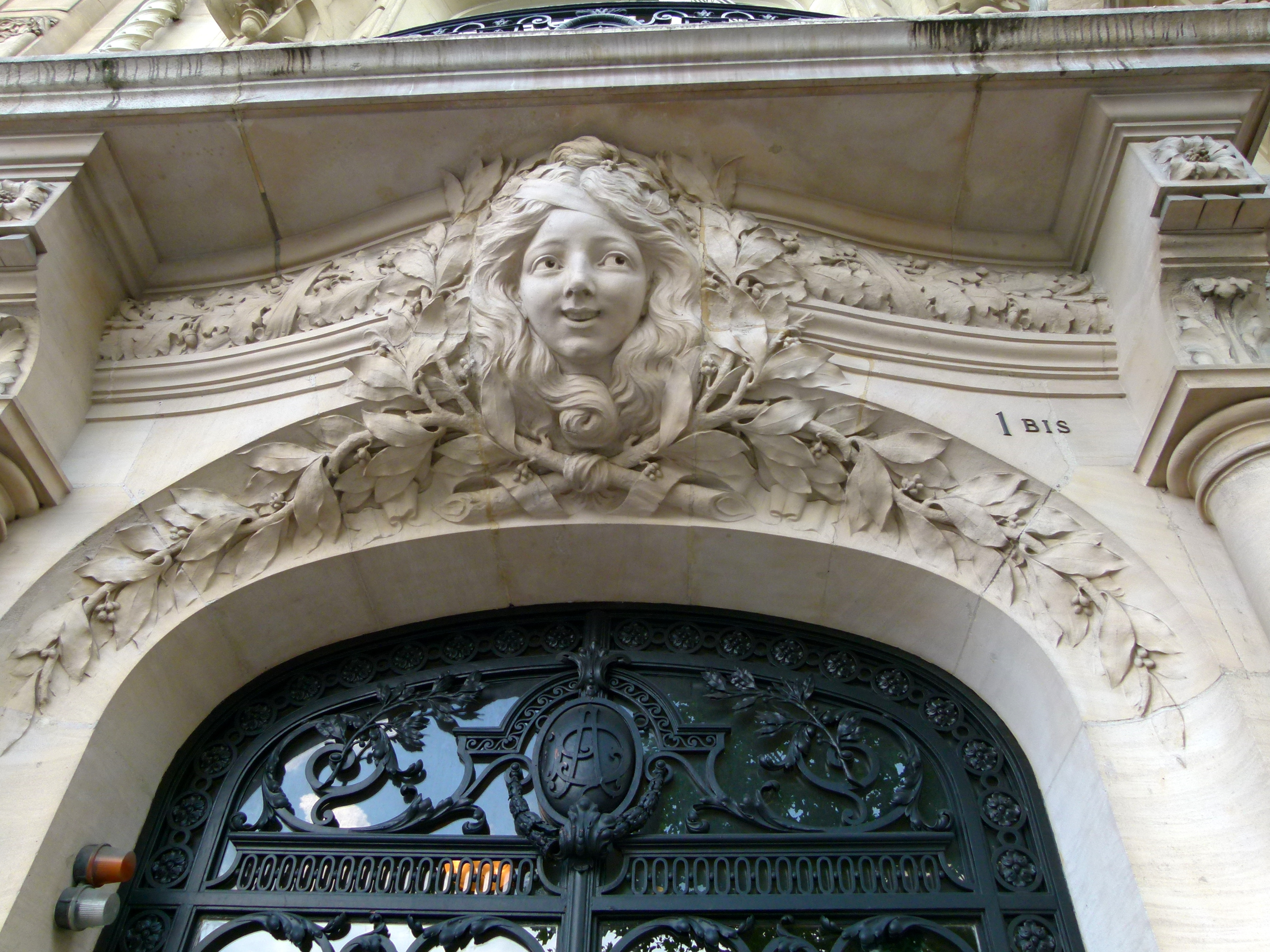
Mascaron Art Nouveau din Paris
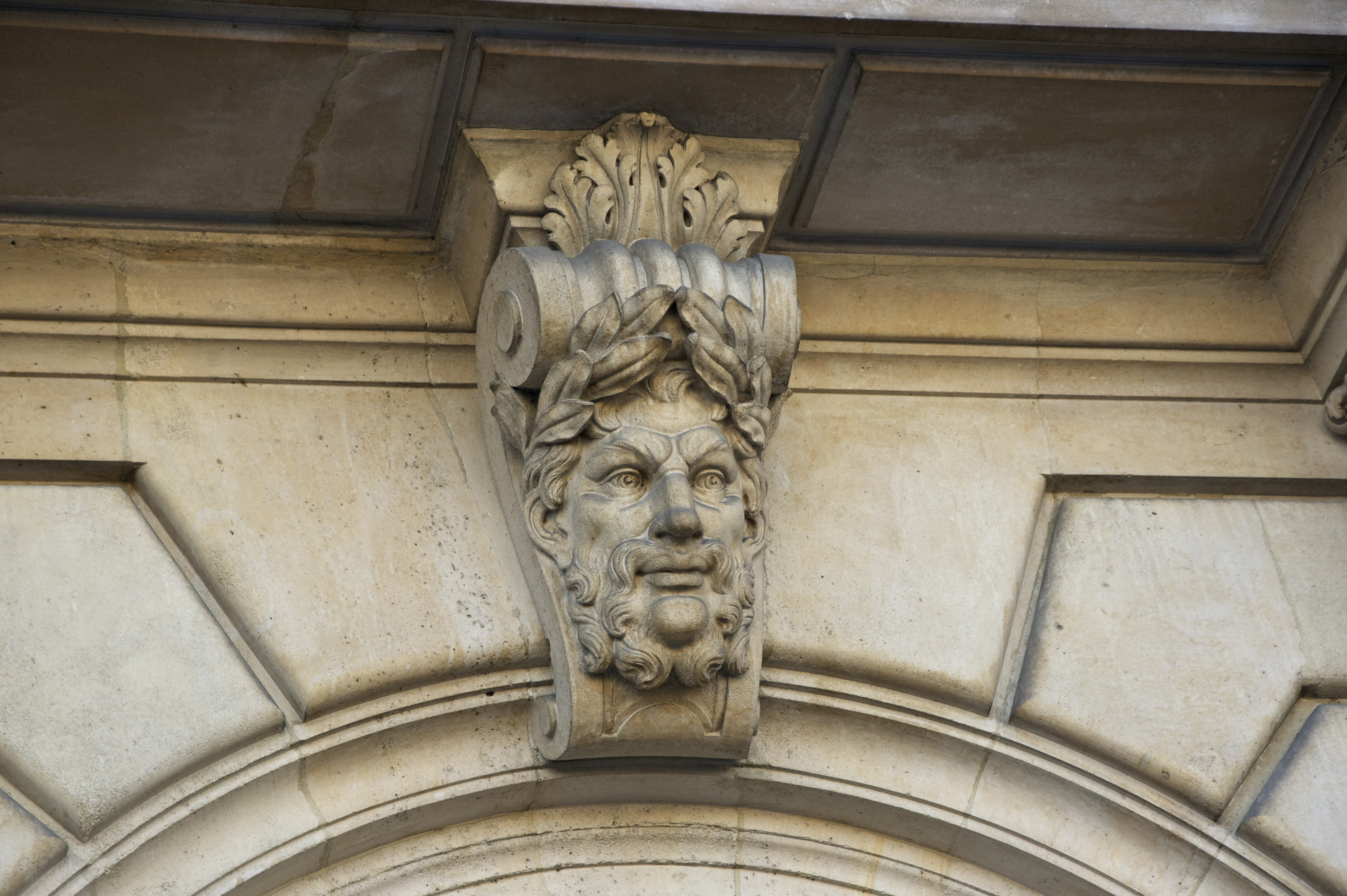
Mascaron pe o consolă din Paris
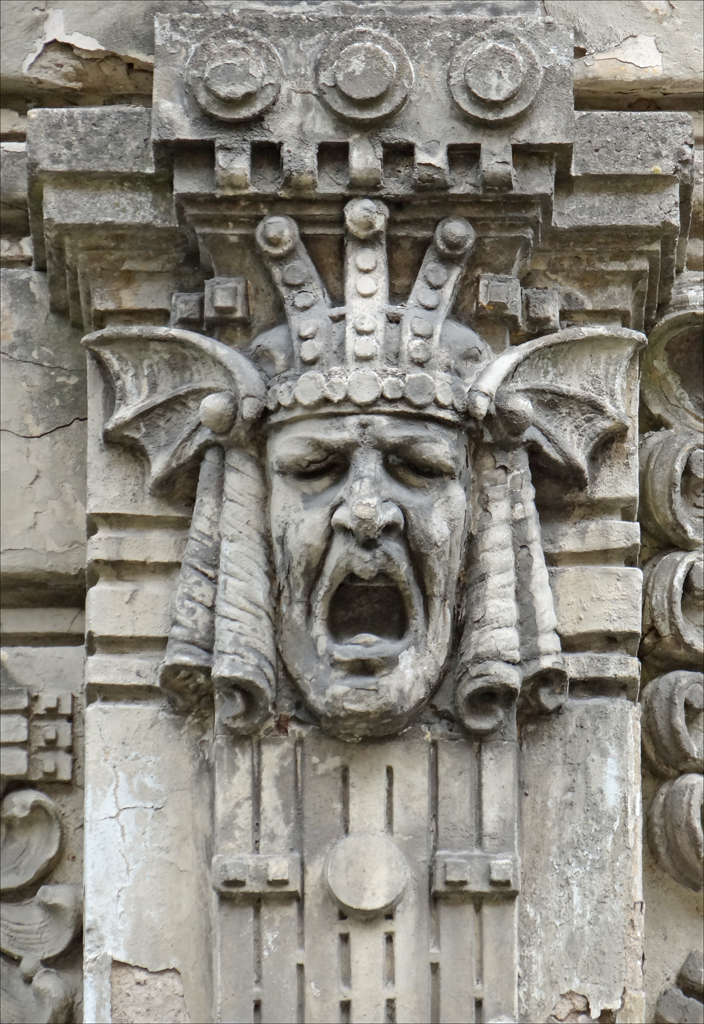
Mascaron Jugendstil în Riga (Letonia)
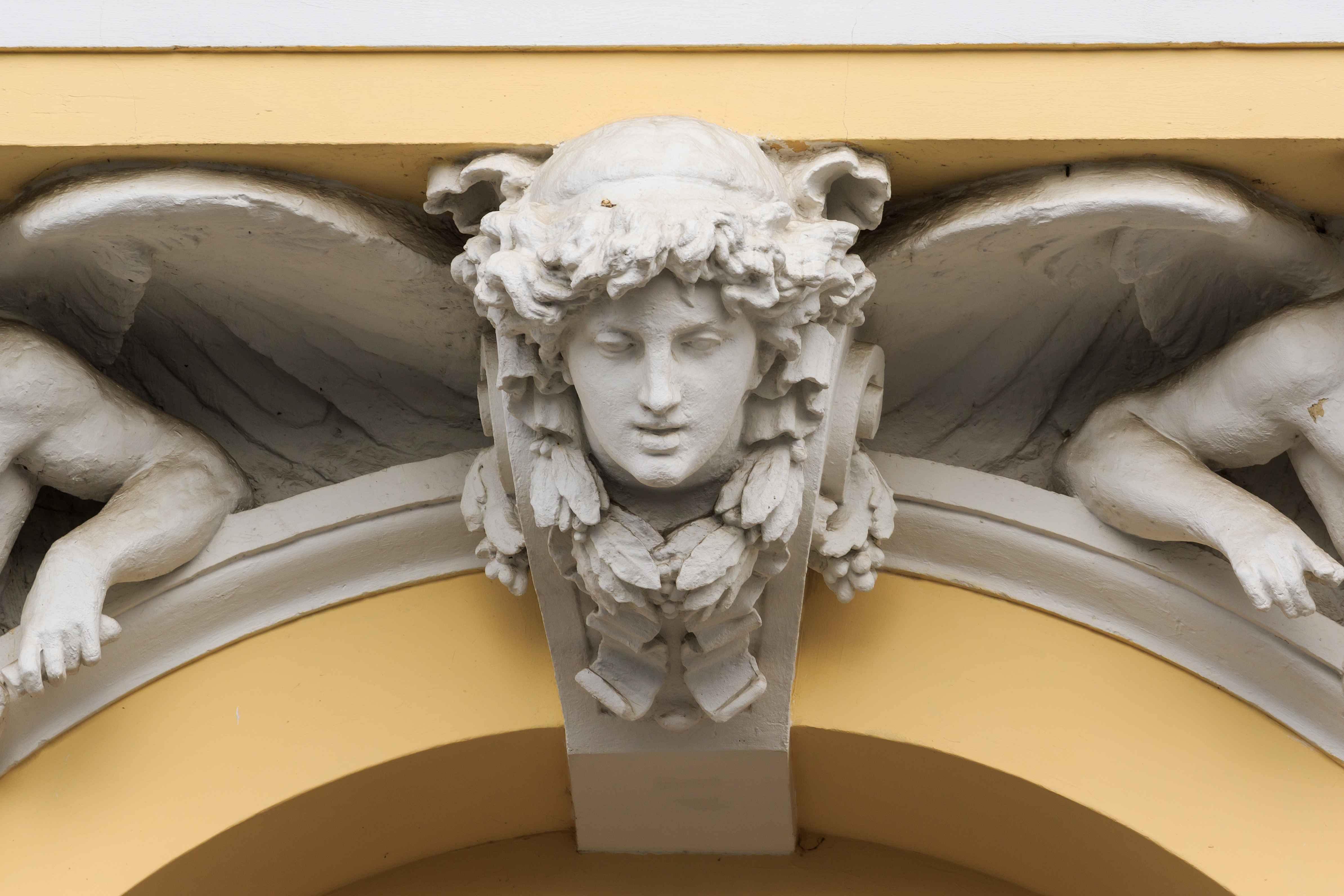
Mascaron pe Banca Centrală a Rusiei, în Moscova
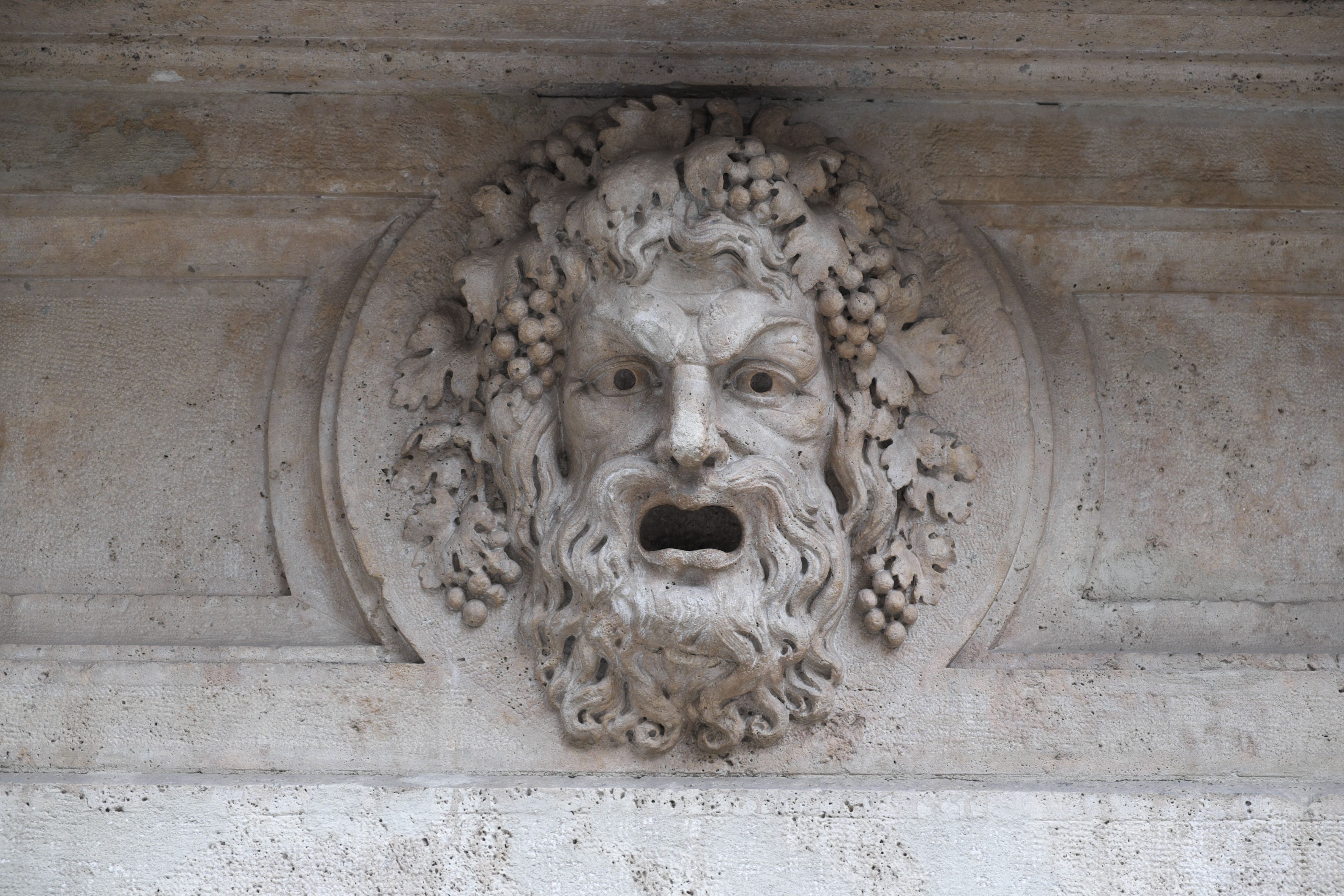
Mascaron pe Opera de Stat Maghiară, din Budapesta
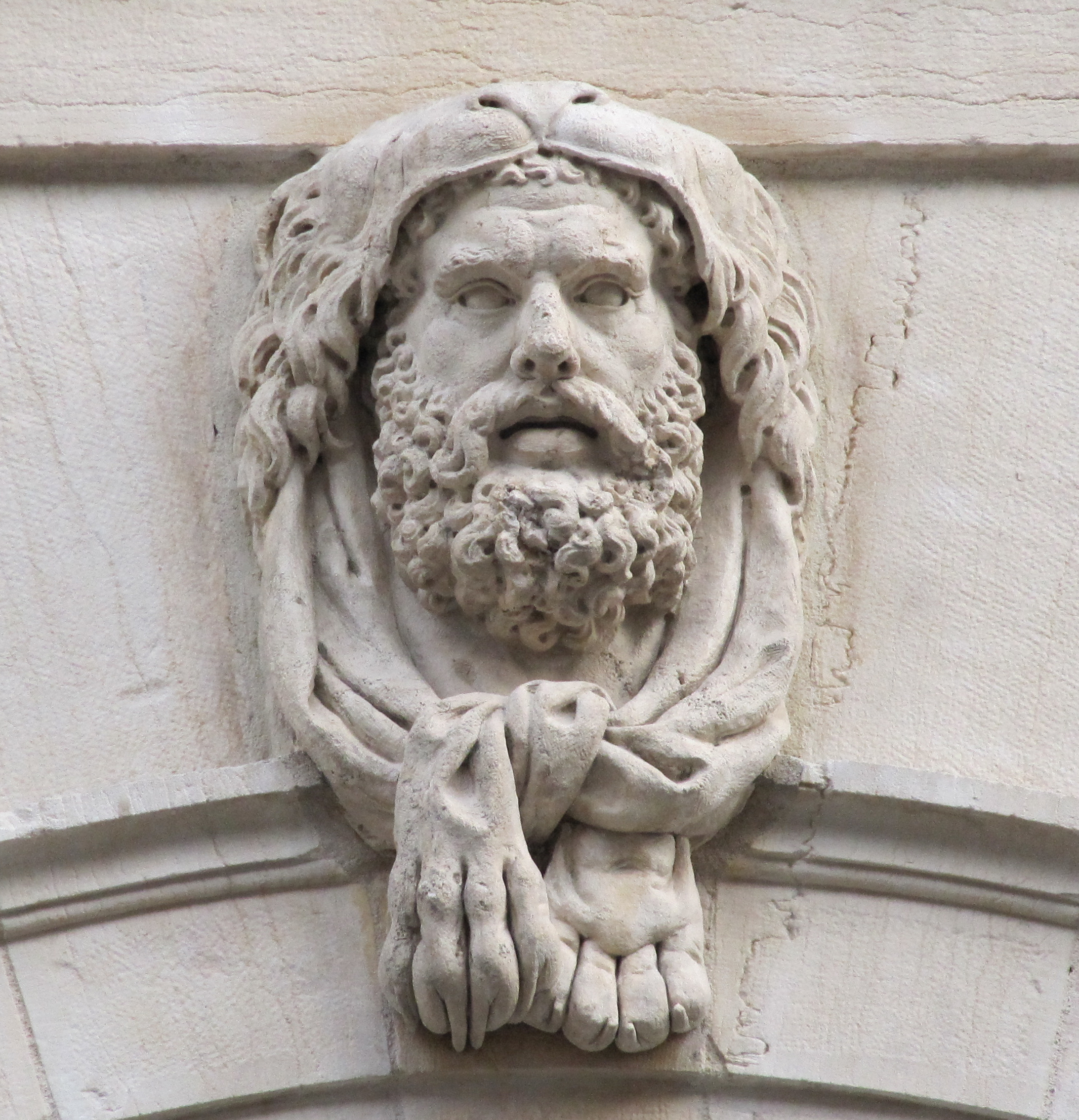
Mascaron pe Hôtel du Commandant Militaire (Dijon, Franța)
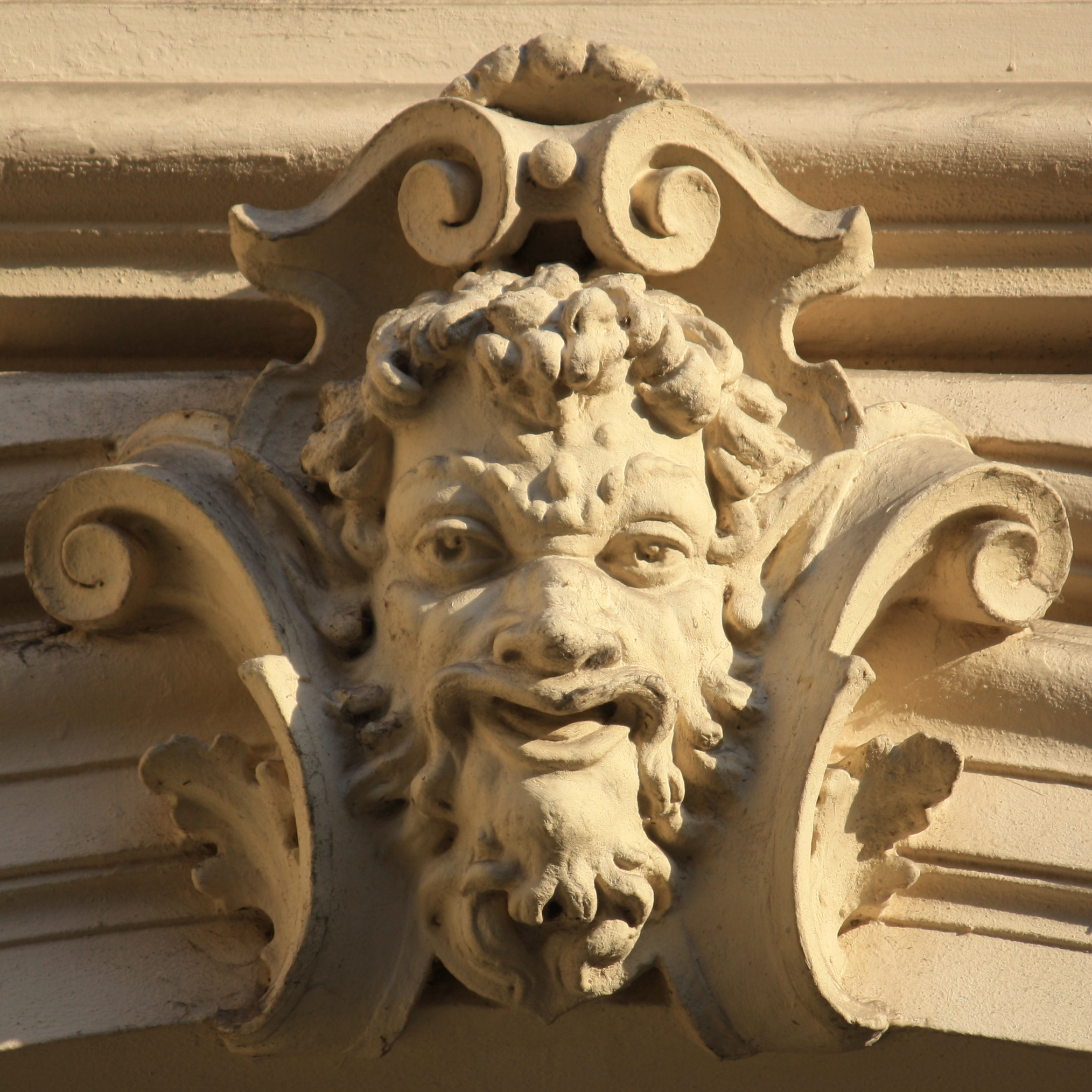
Combinație între un mascaron și un cartuș, de pe Staroměstská tržnice din Praga (Cehia)
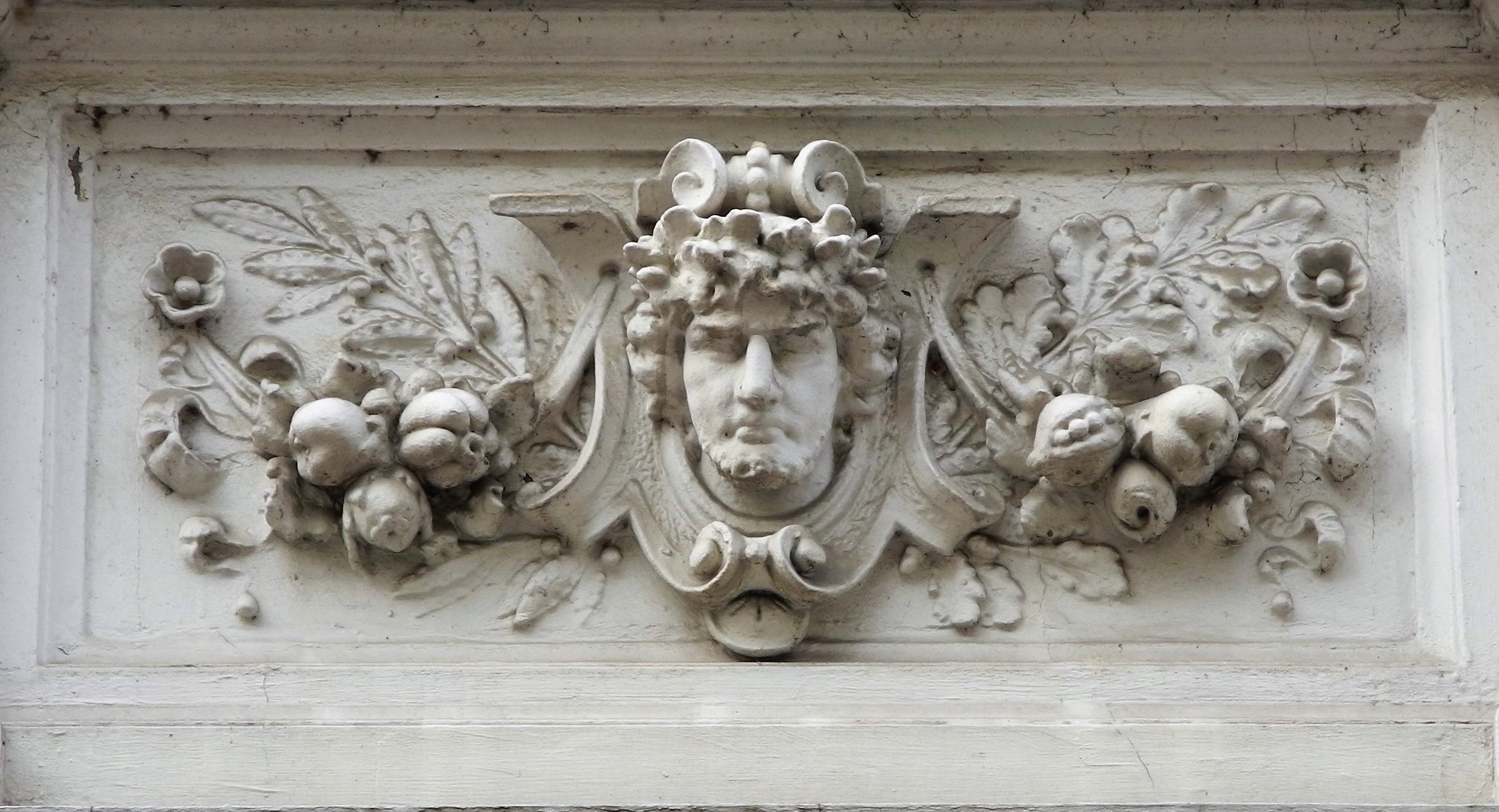
Combinație între un mascaron și un cartuș, între o pereche de festoane, în Wuppertal (Germania)
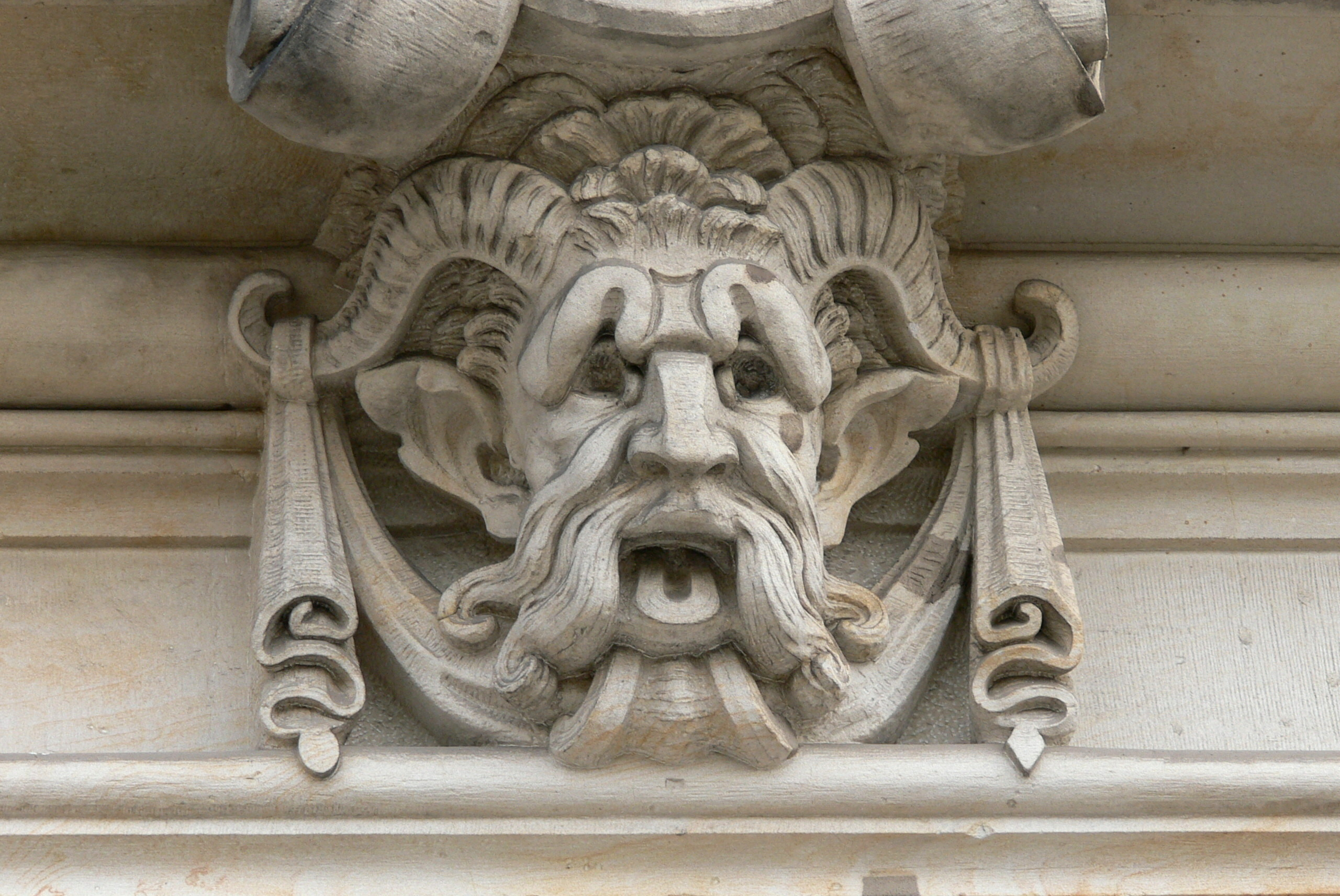
Mascaron de pe Catedrala din Berlin (Germania)
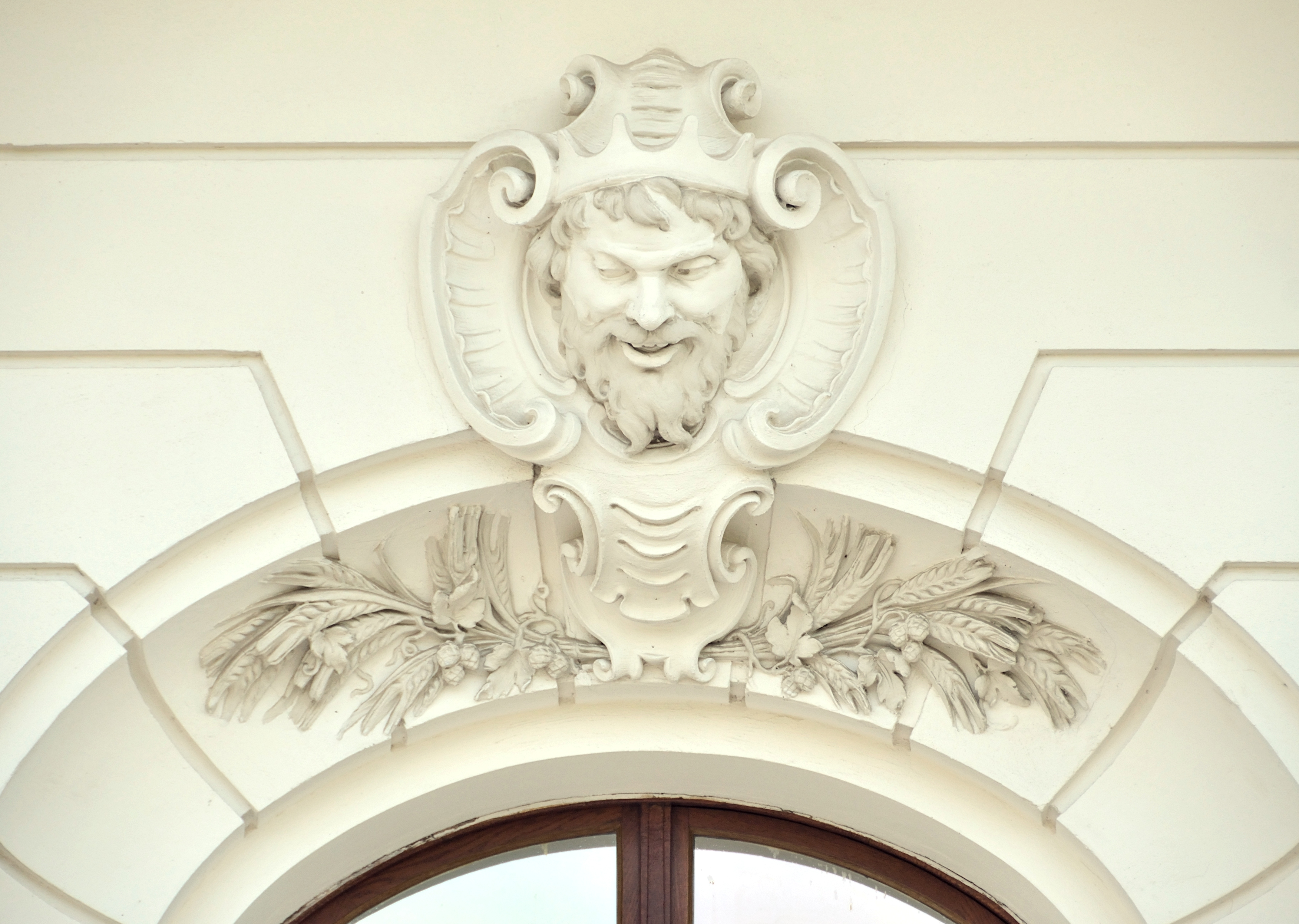
Mascaron masculin într-un cartuș în Austria
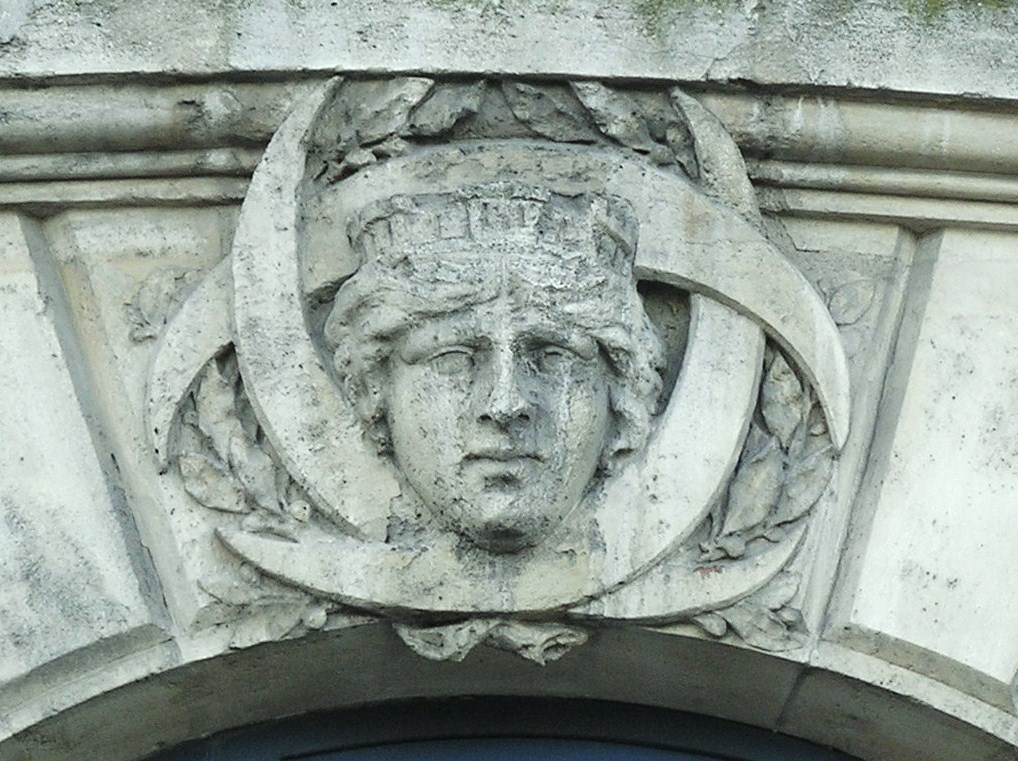
Mascaron din Bordeaux. Orașul prezintă peste 3000 de mascaroane din secolele al XVIII-lea și al XIX-lea
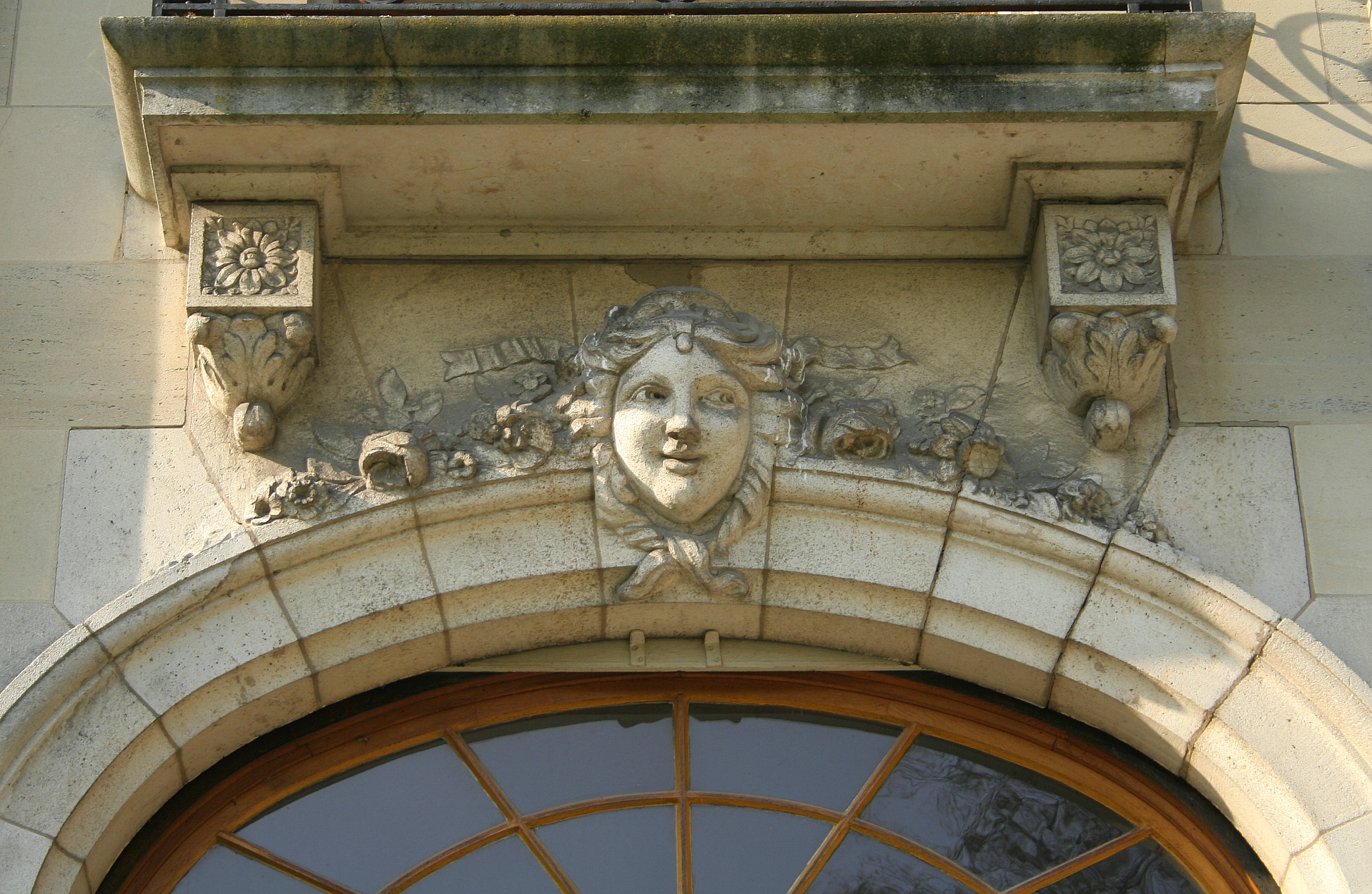
Mascaron pe un castel din Parc d’Enghien din Belgia